# 벨사살왕의 연회

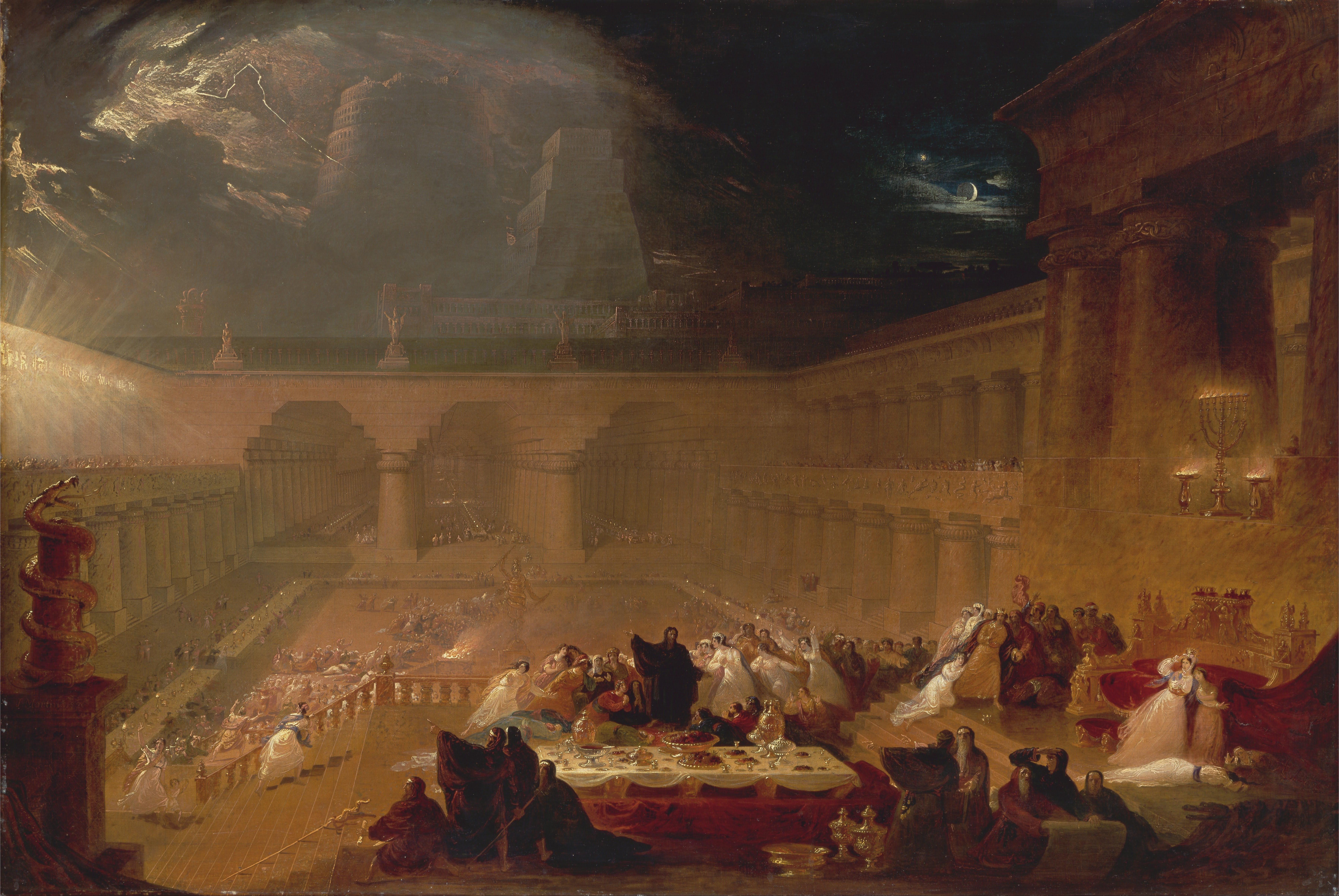
존 마틴 (화가), 벨사살의 연회, 1821년, 예일 영국 예술 센터 소장 하프사이즈 스케치

벨사살왕의 연회, 혹은 벽에 쓰인 글씨 이야기는 다니엘서 5장에 나오는 이야기이다. 여기서 신바빌로니아 제국의 왕 벨사살이 큰 잔치를 열고 제1성전 파괴 시 약탈된 그릇들로 술을 마신다. 이때 갑자기 손이 나타나 벽에 글씨를 쓴다. 겁에 질린 벨사살은 현자들을 부르지만, 그들은 글씨를 읽지 못한다. 왕비는 벨사살에게 지혜로 유명한 다니엘을 부르라고 조언한다. 다니엘은 벨사살에게 그의 아버지인 네부카드네자르가 교만해졌을 때, 야훼가 인간 왕국의 주권을 가지고 계심을 배울 때까지 몰락했음을 상기시킨다(다니엘서 4장 참고). 벨사살도 마찬가지로 야훼를 모독했기 때문에 야훼가 이 손을 보낸 것이라고 말한다. 다니엘은 그 메시지를 읽고 해석한다. 야훼가 벨사살의 날들을 세셨고, 그가 저울에 달려서 부족함이 발견되었으며, 그의 왕국은 메데와 페르시아에 넘겨질 것이라고 해석한다.
바로 그 밤에 갈대아[바빌로니아] 왕 벨사살이 죽임을 당했다. 그리고 메대인 다리우스가 왕국을 받았다 […]— 다니엘서 5:30–31

다니엘서 5장의 메시지는 네부카드네자르와 벨사살의 대비에 있다.
- 네부카드네자르는 야훼에게 겸손해져서 교훈을 배우고(야훼의 궁극적인 왕권을 인정한다), 그의 왕좌로 복위된다.
- 벨사살은 이와 대조적으로 네부카드네자르의 본보기에서 아무것도 배우지 못하고, 야훼를 모독하여, 그의 왕국이 다른 사람들에게 넘겨진다.[2]

존 J. 콜린스에 따르면, 벨사살의 연회는 "궁중 경쟁 이야기"의 하위 장르에 속하는 전설이며, 다니엘이 벨사살의 교만과 이스라엘의 신을 존중하지 않은 것을 비난하는 내용이 포함되어 복잡해진다. 그 결과, 이 이야기는 이중적인 결말을 가지는데, 다니엘은 먼저 징조를 해석한 대가로 보상과 영예를 얻고, 왕은 다니엘이 선언한 판결을 이행하기 위해 벌을 받는다.
이 이야기에서 유래한 "벽에 쓰인 글씨를 읽을 수 있다"는 관용구는 파멸이나 실패가 불가피하다는 것을 현재의 증거로 알 수 있다는 의미가 되었고, "벽에 쓰인 글씨" 자체는 그러한 파멸이나 실패를 예고하는 모든 것을 의미할 수 있다.

## 요약

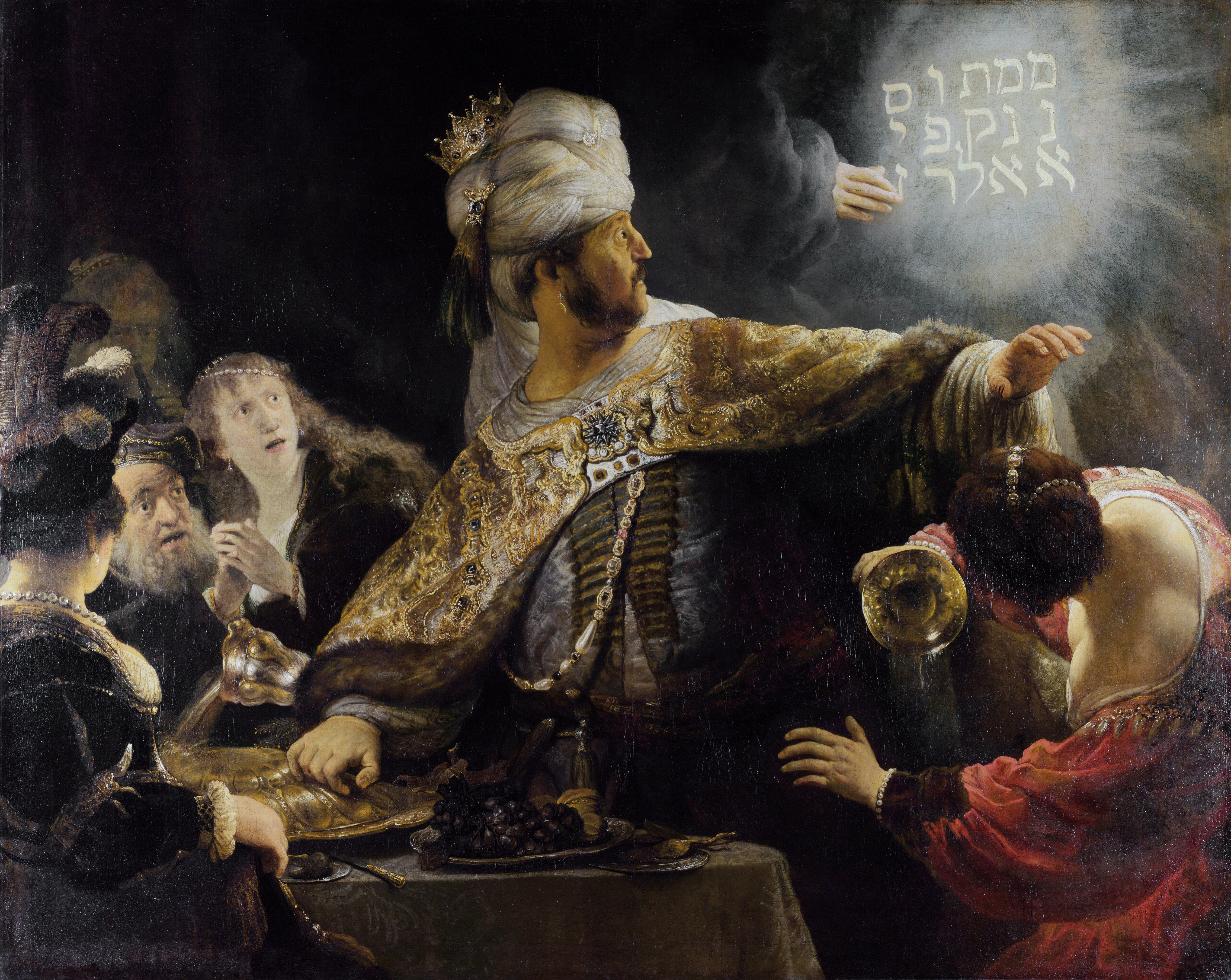
렘브란트, 벨사살의 연회, 1635년, 런던 내셔널 갤러리. 메시지는 네하르데아의 사무엘의 해석(산헤드린 22a)에 따라 "우파르신"이 두 줄을 차지하며 오른쪽 위 모서리부터 수직선으로 쓰여 있다.

### 서사 요약
이 섹션은 C. L. 시오의 다니엘서 주석에 있는 텍스트 번역을 바탕으로 서사를 요약한다.
벨사살 왕이 천 명의 귀족들을 위해 큰 잔치를 열고, 예루살렘에서 가져온 성전 그릇들을 가져와 그것으로 술을 마시게 한다. 바빌로니아인들이 술을 마시는데, 갑자기 손이 나타나 벽에 글씨를 쓴다. 벨사살은 점술가와 점쟁이들을 불러 글씨를 해석하게 하지만, 그들은 읽지도 못한다. 왕비는 벨사살에게 지혜로 유명한 다니엘을 부르라고 조언한다. 다니엘이 불려오고, 왕은 그가 글씨를 해석할 수 있다면 왕국에서 세 번째로 높은 지위를 주겠다고 제안한다.
다니엘은 그 영예를 거절하지만, 요청에는 동의한다. 그는 벨사살에게 그의 아버지 네부카드네자르의 위대함이 야훼의 선물이었으며, 그가 교만해졌을 때 신이 그를 낮추었고 그가 겸손을 배울 때까지 그렇게 했음을 상기시킨다. "지극히 높으신 하나님은 인간 왕국에 주권을 가지고 계시며, 그가 원하시는 자를 그 위에 세우신다." 벨사살은 야훼의 성전 그릇으로 술을 마시고 우상을 찬양하기만 했지, 야훼에게 영광을 돌리지 않았다. 그래서 야훼가 손을 보내어 다음 단어들을 쓰게 하셨다고 한다.
מנא מנא תקל ופרסין‎

다니엘은 "메네, 메네, 데겔, 우바르신"이라는 단어들을 읽고 왕에게 해석해 준다. "메네, 하나님이 당신의 왕국의 날들을 세어 끝내셨고; 데겔, 당신이 저울에 달려서 ... 부족함이 발견되었으며;" 그리고 "우바르신", 당신의 왕국은 나뉘어 메데와 페르시아에 넘겨졌다. 그러자 벨사살이 명령을 내렸고, 다니엘은 자주색 옷을 입고 목에 금사슬을 걸었으며, 왕국에서 세 번째 지위를 가질 것이라는 선포가 이루어졌다. [그리고] 바로 그 밤에 갈대아(바빌로니아) 왕 벨사살이 죽임을 당하고, 메대인 다리우스가 왕국을 받았다.

### 벽에 쓰인 글씨

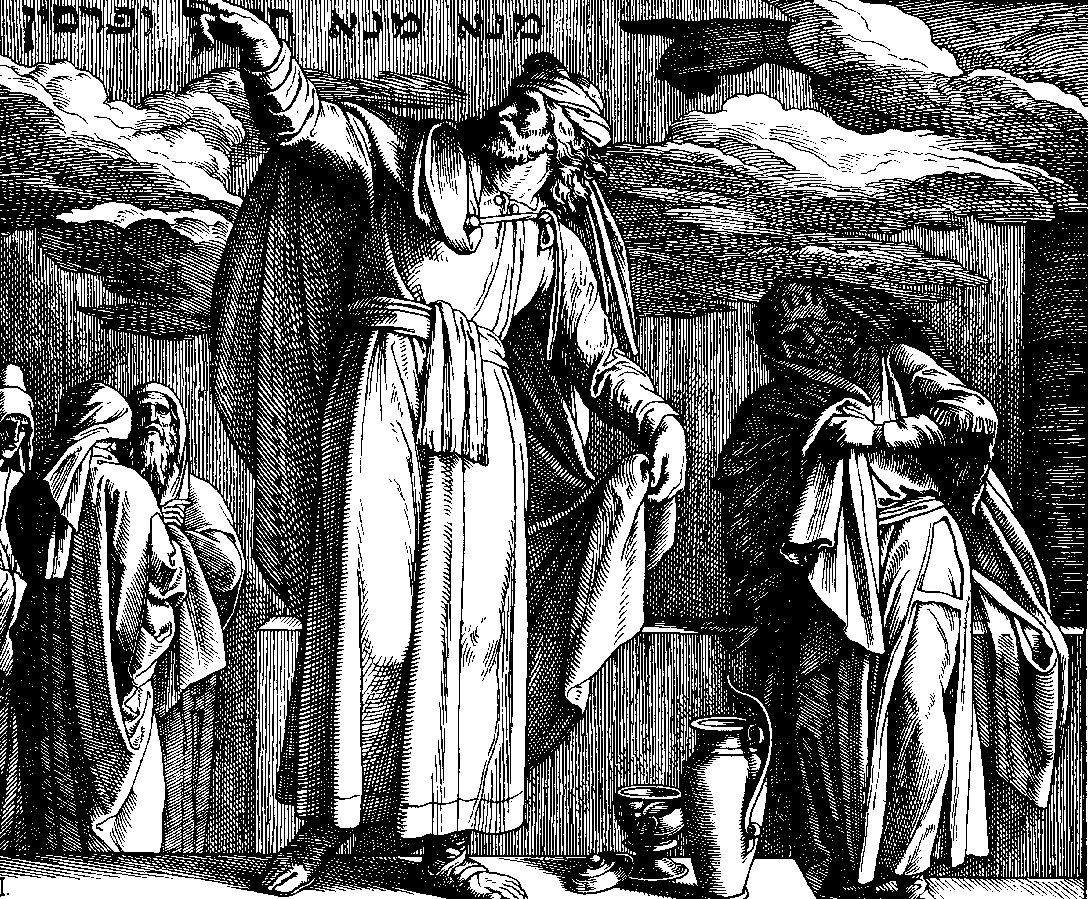
율리우스 슈노르 폰 카롤스펠트의 목판화, 1860년.

갈대아의 현자들은 벽에 쓰인 글씨를 읽기는커녕 해석조차 할 수 없었지만, 다니엘은 두 가지 다른 방식으로 모음을 추가하여 해석한다. 첫째, 단어들은 명사로 읽히고, 그 다음에는 동사로 읽힌다.
우선 명사로 읽을 경우, 화폐의 무게 단위로 해석한다. 마네(mənê)는 유대 미나 또는 60 셰켈에 해당한다(몇몇 고대 번역본에는 두 마네 대신 한 마네만 있다). 데겔(təqêl)은 셰켈에 해당한다. 그리고 파르신(p̄arsîn)은 "반 조각"을 의미한다. 마지막 단어는 페르시아인들(히브리어로 파라스, pārās)의 이름과 언어 유희를 포함하는데, 이는 그들이 벨사살의 왕국을 물려받을 뿐만 아니라, 그들이 메데인과 페르시아인이라는 두 민족임을 시사한다.
그 다음 다니엘은 그 단어들을 어근에 기반한 동사로 해석한다. 동사로 읽을 경우 마네(mənê)는 "헤아려졌다"는 의미로 해석되고, 무게를 달다는 의미의 어근에서 파생된 데겔(təqêl)은 "달려졌다"(그리고 부족함이 발견되었다)는 의미로 해석된다. 그리고 파르신(p̄arsîn)의 단수 형태인 페레스(פְּרַס‎)는 "나누다"라는 의미의 어근에서 파생되어, 왕국이 "나뉘어" 메데인과 페르시아인에게 넘겨질 것임을 나타낸다. 만약 "반 조각"이 두 개의 반 셰켈을 의미한다면, 다양한 무게들—마네(60 셰켈), 또 다른 셰켈, 그리고 두 개의 반 셰켈—을 합치면 62가 되는데, 이는 이 이야기에서 메대인 다리우스의 나이로 제시되어 야훼의 뜻이 이루어지고 있음을 나타낸다.
"벽에 쓰인 글씨"라는 문구는 임박한 파멸, 불운, 또는 종말의 전조를 가리키는 대중적인 관용 표현으로 성장했다. "벽에 쓰인 글씨"를 보지 못하거나 거부하는 사람은 곧 일어날 대재앙적 사건의 징후를 알지 못하는 것으로 묘사된다.
영어에서 이 문구가 사용된 가장 오래된 사례 중 하나는 1638년 L. 브링크마이어(L. Brinckmair) 선장의 보고서 "독일의 경고(The Warnings of Germany)"에서 나타난다. 그는 30년 전쟁 중 독일에서의 폭력이 곧 영국으로 확산될 수 있다고 경고했다. "벽에 쓰인 글씨"는 때때로 벨사살의 연회 이야기에서 벽에 쓰였던 "메네, 메네, 데겔, 우바르신"이라는 단어들의 조합으로 언급되기도 한다. 이 은유는 브링크마이어의 보고서 이후 문학과 미디어에서 꾸준히 복선 장치로 등장했다.
1947년 4월 21일 자정 직전, 메이르 파인슈타인 또는 모셰 바라자니는 다니엘서 5장 25절의 "메네! 메네! 데겔 우바르신!"을 자신들의 사형수 감방 벽에 썼다. 이 감방은 예루살렘 중앙 교도소의 지하 수감자 박물관에 있는 영국 통치 하의 예루살렘 중앙 교도소에 있었으며, 그들은 잠시 후 자폭했다. 그들의 죽음은 또한 다른 성경 구절, 즉 사사기 16장 30절의 삼손의 말 "블레셋 사람과 함께 죽게 하소서"과도 흔히 연관된다.

## 구성 및 구조
다니엘서는 페르시아와 초기 헬레니즘 시대(기원전 5세기에서 3세기)에 바빌론에 거주하던 유대인 공동체 사이에서 민담 모음집으로 시작되었고, 나중에 마카베아 시대(기원전 2세기 중반)에 7-12장의 환상들이 추가되면서 확장되었다는 것이 일반적으로 받아들여진다. 현대 학자들은 다니엘이 전설적인 인물이라는 데 동의하며, 히브리 전통에서 지혜로운 선견자로 명성이 있었기 때문에 책의 주인공 이름으로 선택되었을 가능성이 있다.
책의 2-7장은 구절의 핵심 메시지가 중앙에 위치하고 양쪽에 반복적인 내용이 배치되는 시적 구조인 교차대구(chiasm)를 이룬다.
- A. (2장) – 다섯 번째 왕국으로 대체되는 네 왕국의 꿈
  - B. (3장) – 다니엘의 세 친구가 불타는 용광로에 던져지다
    - C. (4장) – 다니엘이 네부카드네자르의 꿈을 해석하다
    - C'. (5장) – 다니엘이 벨사살을 위해 벽에 쓰인 글씨를 해석하다

  - B'. (6장) – 다니엘이 사자굴에 던져지다
- A'. (7장) – 다섯 번째 세계 왕국으로 대체되는 네 세계 왕국의 환상

따라서 다니엘서 5장은 네부카드네자르의 광기 이야기인 다니엘서 4장의 짝을 이루는 작품으로 구성되어 있으며, 두 이야기는 하나의 주제에 대한 변주를 제공한다. 이것은 다니엘이 두 왕 사이에 직접적인 평행선을 그릴 때 5장에서 명확히 설명된다. 벨사살의 운명은 왕이 회개하지 않을 때 어떤 일이 일어나는지를 보여준다.
다니엘서 5장은 장면별로 깔끔하게 나뉘지 않으며, 학자들마다 그 구조에 대해 의견이 다르다. 다음은 가능한 구성 중 하나이다.
1. 왕의 연회와 신비한 신탁: 왕이 성물을 더럽히고, 손이 벽에 글씨를 쓴다 (1-6절)
2. 신탁 해석 시도: 갈대아 현자들이 실패하고, 왕비가 다니엘을 추천한다 (7-12절)
3. 다니엘이 벨사살 앞에 나타나다: 다니엘이 왕에게 말을 걸고 책망하며, 신탁을 해석하고, 보상을 받는다 (13-29절)
4. 결론: 벨사살의 죽음, 다리우스의 즉위 (30-31절)

## 역사적 배경
이 이야기는 바빌론의 함락 시기를 배경으로 하며, 기원전 539년 10월 12일 페르시아의 정복자 키루스 2세가 도시에 입성했다. 마지막 왕인 나보니두스는 포로로 잡혔고, 그의 운명은 알려져 있지 않지만 유배되었을 수도 있다. 본문의 몇몇 세부 사항은 알려진 역사적 사실과 일치하지 않는다. 벨사살은 바빌론의 왕이자 네부카드네자르의 아들로 묘사되지만, 그는 네부카드네자르의 후계자 중 한 명인 나보니두스의 아들이었으며, 나보니두스가 테이마에 가 있는 동안 나보니두스를 대신했을 뿐 왕이 된 적은 없다. 정복자는 메대인 다리우스로 명명되었지만, 그러한 인물은 역사에 알려져 있지 않다. 침략자들은 메대인이 아니라 페르시아인이었다. 존 J. 콜린스는 이것이 이야기 장르의 전형적인 특징이며, 역사적 정확성이 필수적인 요소가 아니라고 제안한다.
다니엘서의 구성 요소들은 마카베아 위기가 끝난 직후, 즉 기원전 164년 직후에 취합되었다. 2장부터 6장을 구성하는 이야기들은 가장 초기 부분으로, 기원전 4세기 후반 또는 3세기 초반에 작성되었다. 이들의 배경은 바빌론이며, 페르시아와 그 다음 그리스 통치 하의 바빌론과 메소포타미아에 살던 유대인 공동체 사이에서 즉 바빌론 디아스포라에서 작성되었다는 것을 의심할 이유가 없다. 이 이야기들은 외국 통치자들이 반드시 악의적이지 않은 사회를 반영한다. 예를 들어, 벨사살은 다니엘에게 보상을 주고 그를 높은 직책에 올린다. 이는 악한 기원전 2세기 왕 안티오코스 4세 에피파네스의 행동으로 유대인들의 고통이 초래되는 7-12장의 환상과는 뚜렷한 대조를 이룬다.

## 같이 보기
- 바빌론
- 바빌론의 멸망

### 인용
1. 1 2  Seow 2003, 74–75쪽.
2. ↑  Albertz 2001, 178쪽.
3. ↑  Collins 1984, 67쪽.
4. ↑  Seow 2003, 75쪽.
5. ↑  Seow 2003, 80쪽.
6. 1 2  Seow 2003, 82–83쪽.
7. ↑  Seow 2003, 83쪽.
8. ↑  Seow 2003, 84쪽.
9. ↑  Brinckmair 1638.
10. ↑  “HANGMAN DEFEATED BY CONDEMNED MEN IN PALESTINE”. 《Grey River Argus》 (paperspast.natlib.govt.nz). 1947년 4월 23일. 5면. 2025년 5월 9일에 원본 문서에서 보존된 문서.  The Jewish terrorists Feinstein and Barazini were to have been executed at dawn to-day. However, they blew themselves to pieces shortly before midnight. The two men occupied the same cell. They were visited by Rabbi Jacob Goldman(히브리어판), Jewish chaplain to prisons, and he administered to them the last rites. Tile men committed suicide shortly after he left. Rabbi Goldman was immediately taken to the police headquarters. Feinstein and Barazini are reported to have inscribed the Biblical words, “Mene! Mene! Tekel Upharsin!” on the walls of their ceil before killing themselves with hand grenades. The words quoted are those mentioned in the Book of Daniel, chapter five, verse twenty-five.  |quote=에 라인 피드 문자가 있음(위치 373) (도움말)
11. ↑  “SUICIDE OF TWO CONDEMNED JEW TERRORISTS”. 《Daily Mercury》 (trove.nla.gov.au). 1947년 4월 23일. 2024년 12월 29일에 원본 문서에서 보존된 문서.  the two Jewish condemned terrorists, Meyer Feinstein and Moshe Barazani, who were to have been executed before dawn to-day, committed suicide in Jerusalem central prison to-night by blowing themselves to pieces … The British United Press representative states that Feinstein and Barazani are reported to have in scribed the Biblical words, "Mene, Mene, Tekel Uphaisin" on the walls of their cells before killing themselves. The words quoted are mentioned In the Book of Daniel, chapter 5, verse 25.
12. ↑  “The writing on the wall”. 《예루살렘 포스트》 (영어). 2007년 4월 19일. 2021년 10월 16일에 원본 문서에서 보존된 문서.  They received a note from underground members about a plan to take their own lives while killing some British policemen during the moments preceding the hanging. It was termed "Operation Shimshon" after the biblical Samson who brought down with him the crowded Philistine temple, claiming "let me die with the Philistines(히브리어판)". Barazani and Feinstein were eager to carry out the plan.  |quote=에 라인 피드 문자가 있음(위치 491) (도움말)
13. ↑  Collins 1984, 29, 34–35쪽.
14. ↑  Collins 1984, 28쪽.
15. ↑  Redditt 2008, 176–77, 180쪽.
16. ↑  Redditt 2008, 177쪽.
17. ↑  Collins 1984, 67, 70쪽.
18. ↑  Newsom & Breed 2014, 165쪽.
19. ↑  Waters 2014, 44–45쪽.
20. 1 2 3  Seow 2003, 4–6쪽.
21. ↑  Davies 2001, 566쪽.
22. ↑  Collins 1984, 41쪽.
23. ↑  Collins 2001, 2쪽.
24. ↑  Seow 2003, 7쪽.